# Overslaghaven

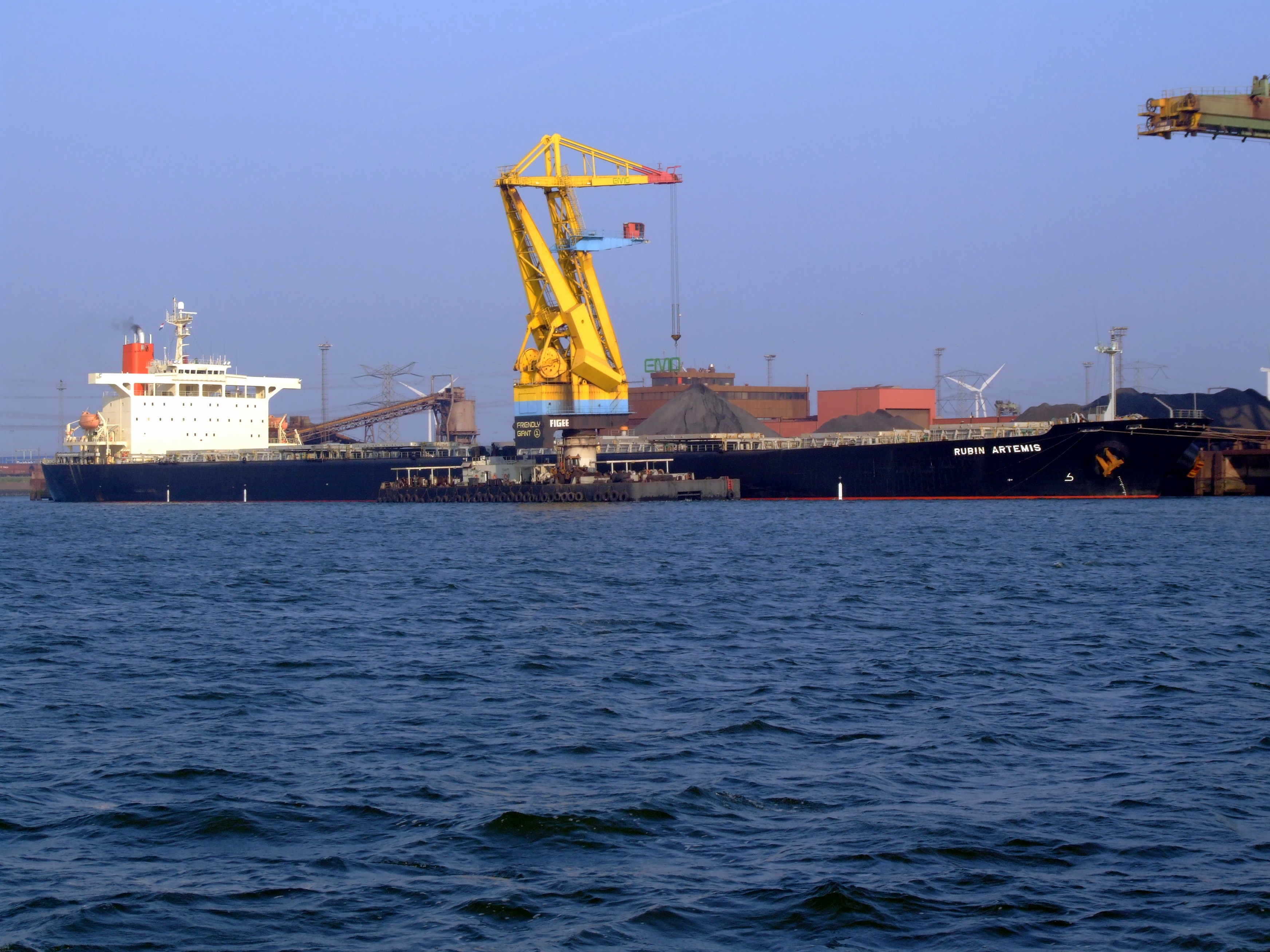
Een bulkcarrier wordt gelost in Amsterdam

Een overslaghaven is een haven die bestemd is voor het overbrengen ('overslaan') van goederen die met schepen zijn aangevoerd, naar andere modaliteiten, zoals van zeeschepen naar binnenvaartschepen (of een andere vervoerwijze). Ook kunnen de goederen tijdelijk worden opgeslagen om later verder te worden vervoerd. 
De grootste overslaghavens voor zeeschepen in Nederland zijn:
- Rotterdam
- Amsterdam
- Vlissingen
- Terneuzen
- Moerdijk

In België zijn dat:
- Antwerpen
- Brugge
- Gent

Met de opkomst van het containervervoer ontstond de behoefte om de haventerreinen aan de kust te ontlasten door in het binnenland binnenvaartterminals op te richten, waar de containers kunnen worden gebracht en gehaald door de transporteurs. Tussen de haventerreinen en de terminals worden de containers vervoerd door de binnenvaart.
Nederland telt meer dan 30 binnenvaartterminals, waar voornamelijk containers worden overgeslagen. België telt zo'n 20 binnenvaartterminals. Internationaal zijn dat er meer dan 60 in Europa. 

Containers
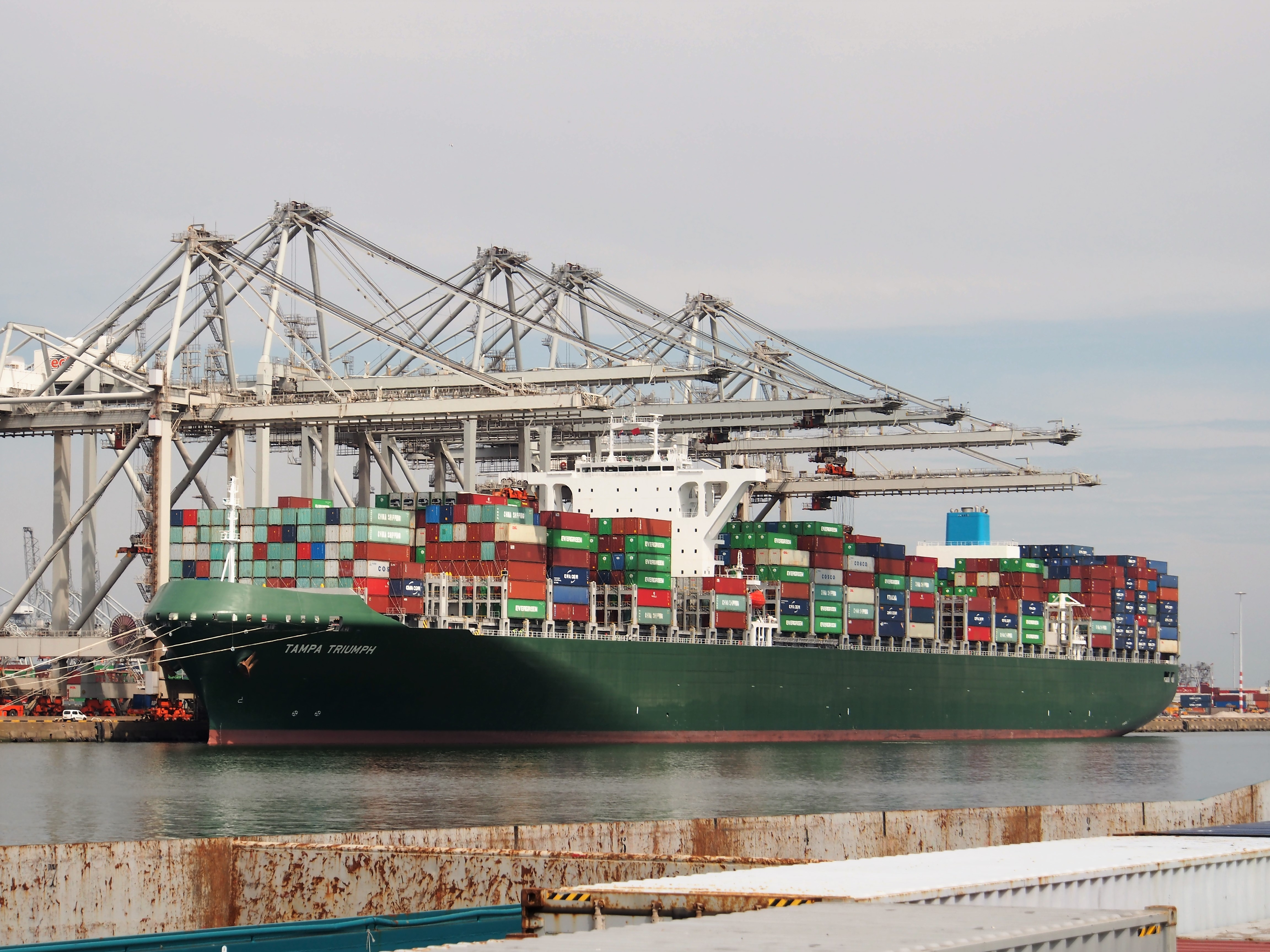
Van zeeschip .....
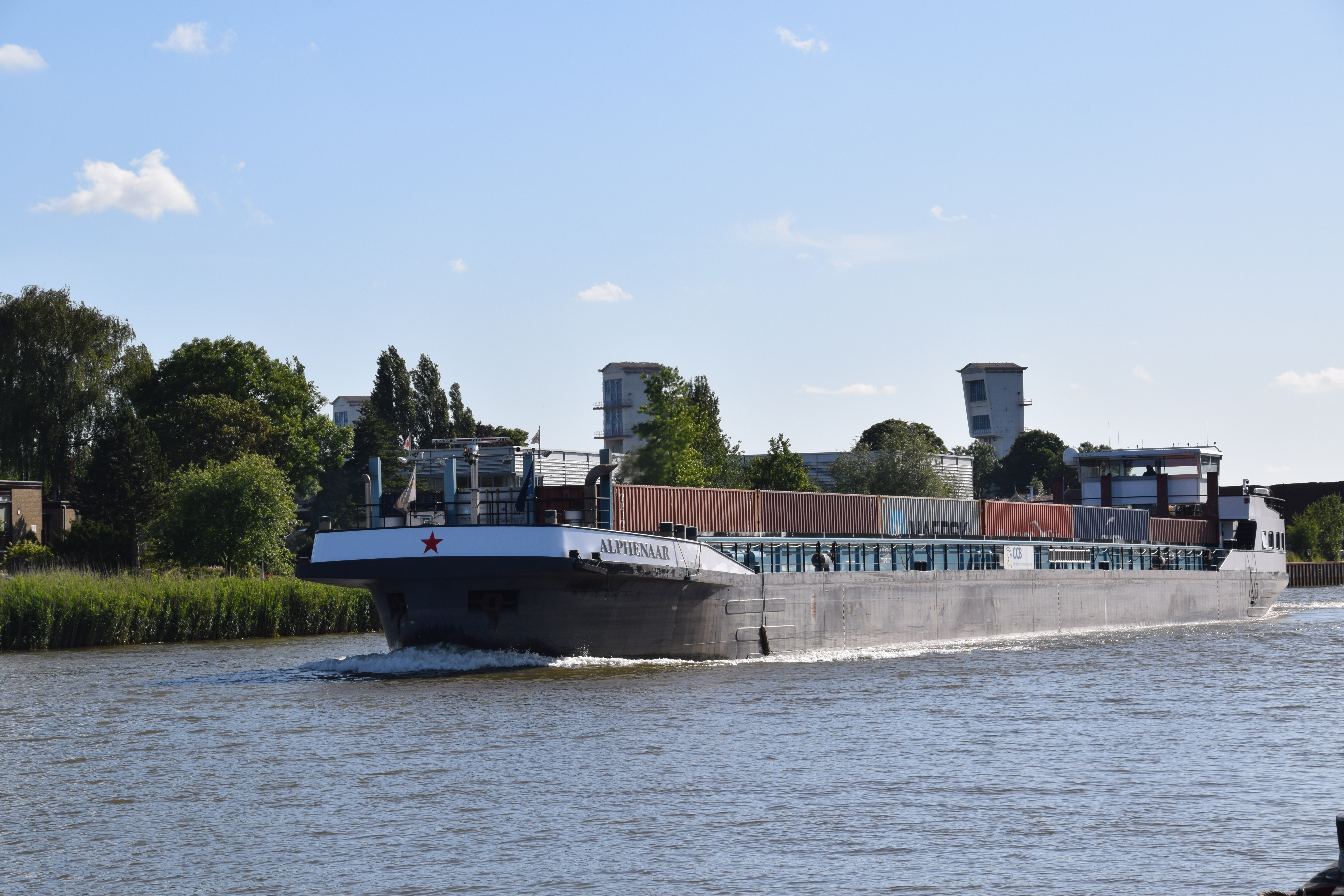
per binnenschip ......
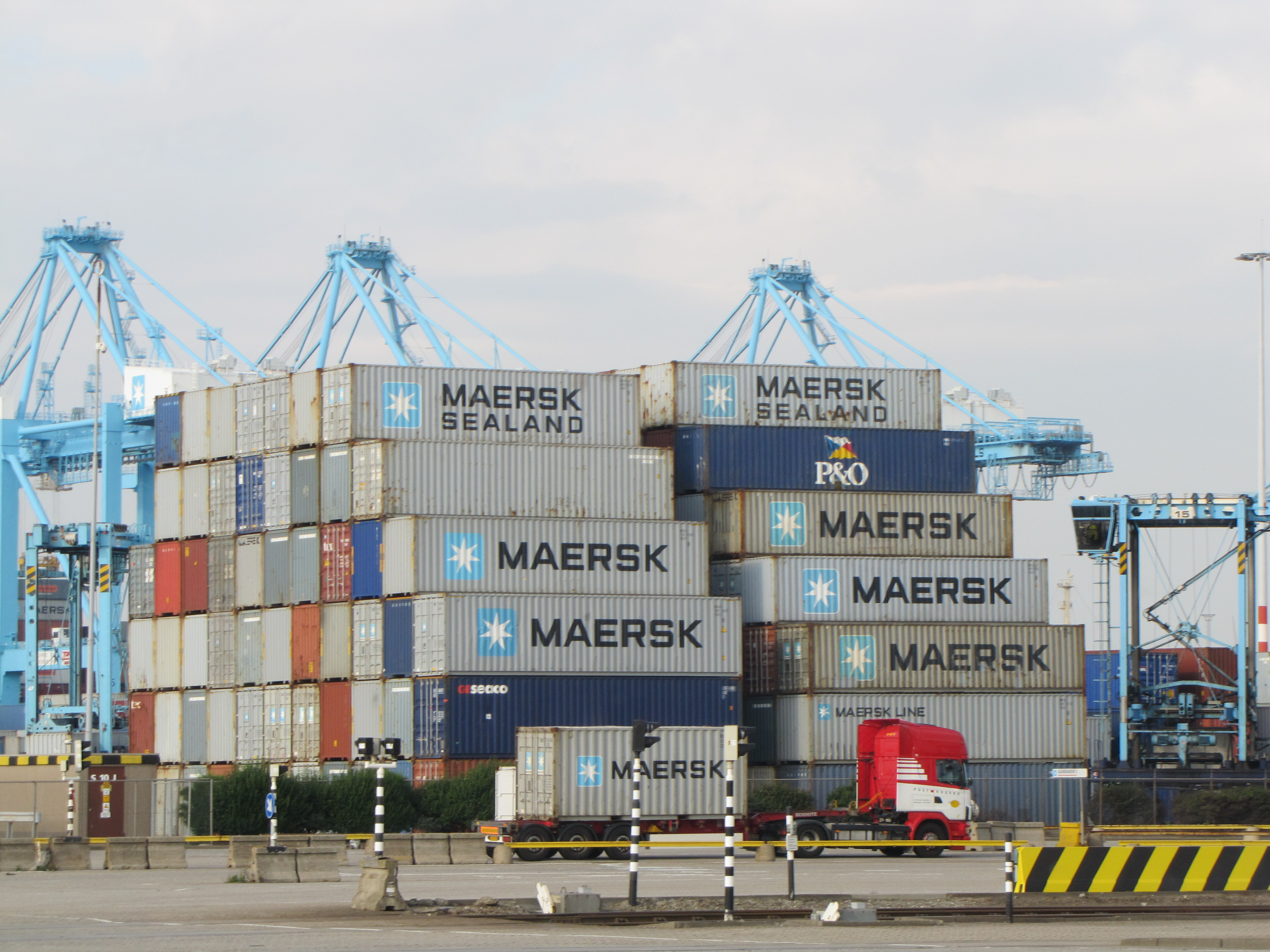
naar binnenvaartterminal

Bulkvervoer
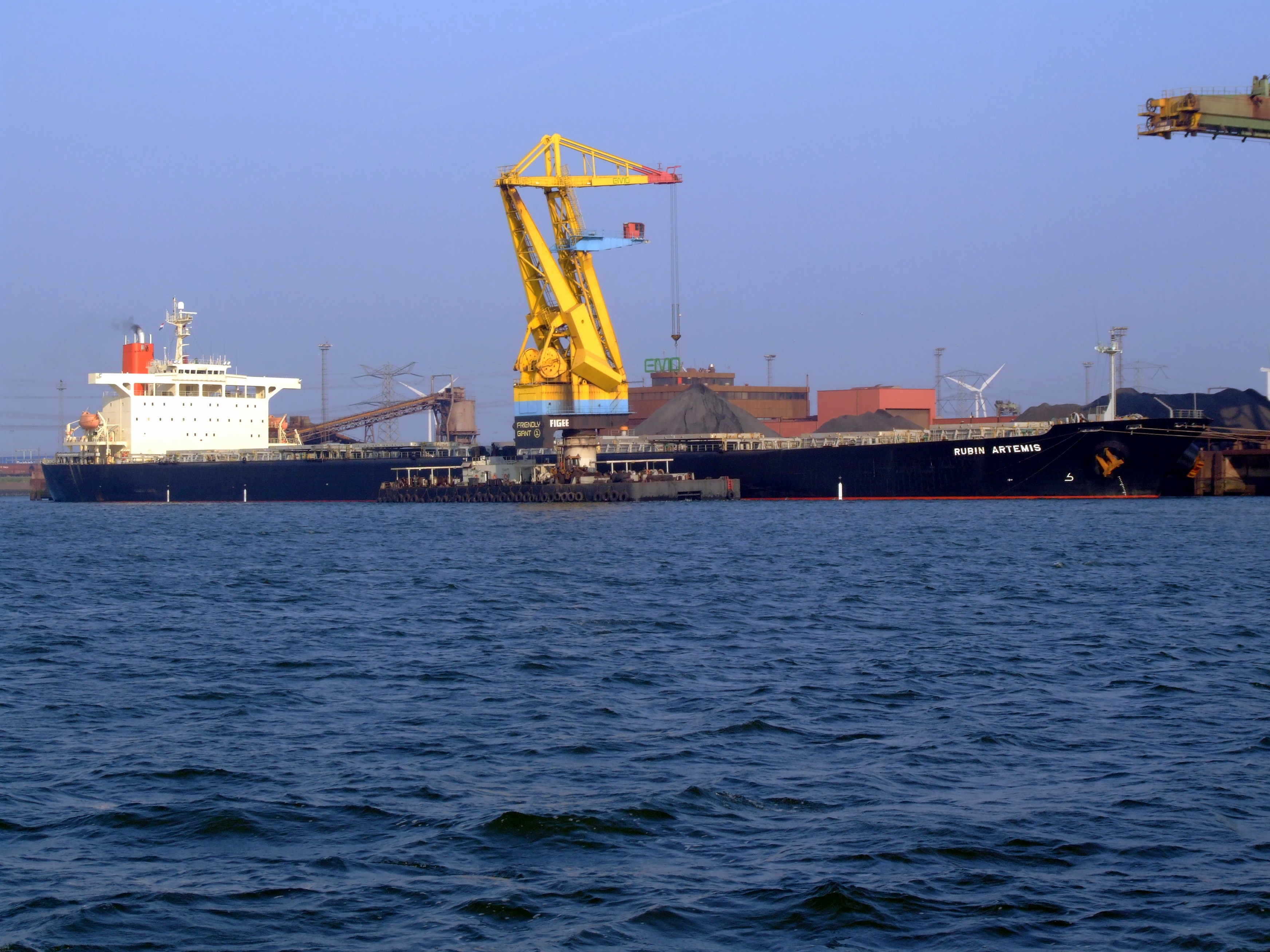
Van zeeschip .....
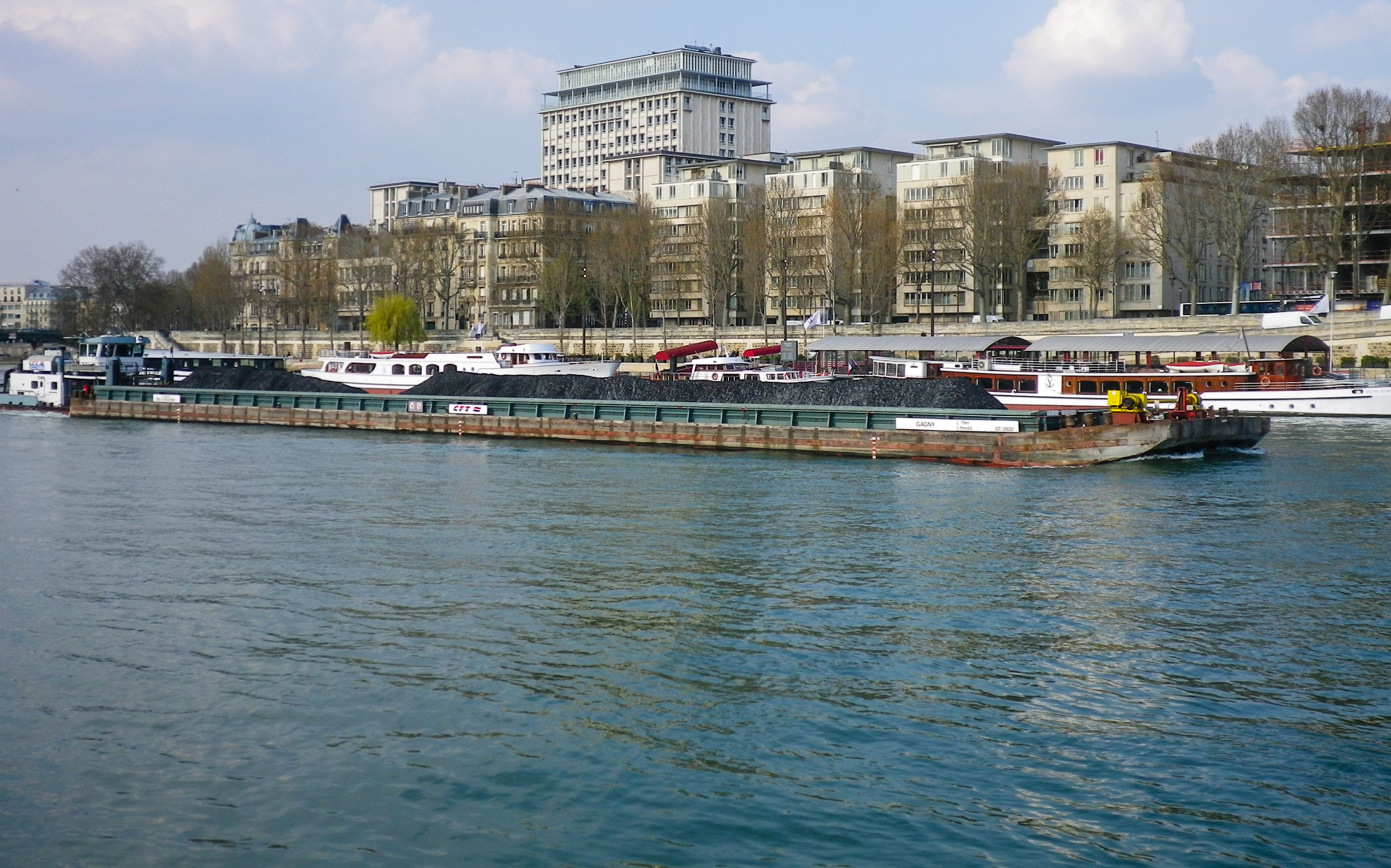
per binnenschip .....
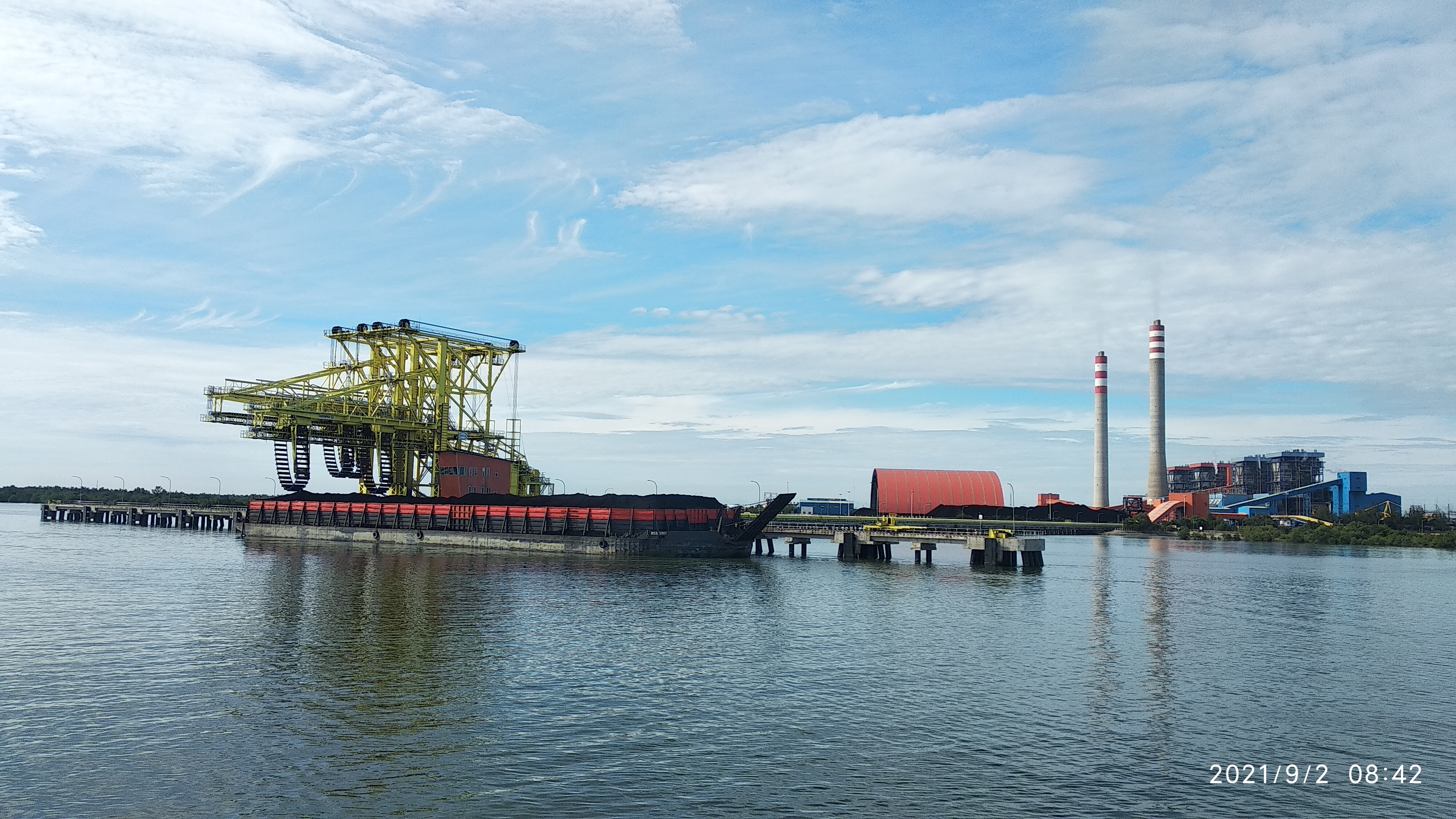
naar centrale